# Colorado (powieść)
Colorado – powieść autorstwa polskiego pisarza Wiesława Wernica z  1969 roku.
Książka opowiada o przygodach trapera Karola Gordona. Fabuła tej powieści przygodowej rozgrywa się na Dzikim Zachodzie. Doktor Jan, przyjaciel głównego bohatera, wyrusza wraz z nim do Nowego Meksyku. Po drodze spotykają westmana Colorado. Zaprasza on ich na farmę swojego przyjaciela. Kiedy okazuje się, że farma została spalona, a właściciel uprowadzony, Colorado wyrusza w pogoń za porywaczami. Wraz z nim jadą Gordon i Jan. Porwanych udaje się uratować, a sprawcą okazuje się znany ze Słońca Arizony herszt bandy.